# Berliner Nordbahn
Berliner Nordbahn – zelektryfikowana magistrala kolejowa biegnąca przez teren kraju związkowego, Berlin, Brandenburgia i Meklemburgia-Pomorze Przednie, w Niemczech. Łączy Berlin przez Oranienburg, Neustrelitz i Neubrandenburg ze Stralsundem.